# Sandesh Jhingan
Sandesh Jhingan (Chandigarh, 21 luglio 1993) è un calciatore indiano, difensore del FC Goa e della nazionale indiana.

## Carriera

### Club

#### Kelara Blasters
Il 22 luglio 2014 firma per il Kerala Blasters, durante la stagione viene eletto miglior giocatore emergente del campionato. Il Kerala Blasters raggiunge la finale di playoff venendo però battuto per 1-0 dall'Atlético de Kolkata, che si aggiudica la prima stagione della Indian Super League.
Il 10 ottobre 2019, in un'amichevole tra l'India e il NorthEast United, si rompe il legamento crociato anteriore, infortunio che lo costringe a saltare la stagione di Indian Super League. A fine stagione rescinde consensualmente il contratto con il Kerala Blasters, che in suo onore ritira la maglia numero 21.

#### Sebenico
Il 18 agosto 2021 viene annunciato come nuovo rinforzo del Sebenico militante in 1.HNL, firma un contratto annuale con opzione di rinnovo ad un altro anno.

### Nazionale
Ha giocato nella nazionale indiana Under-23.
Ha partecipato alla Coppa d'Asia 2019. Nel 2023 viene convocato come fuoriquota insieme a Sunil Chhetri e Chinglensana Singh per i giochi asiatici 2022.

## Statistiche

### Presenze e reti nei club
| Stagione               | Squadra                | Campionato             | Campionato | Campionato | Coppe nazionali | Coppe nazionali | Coppe nazionali | Coppe continentali | Coppe continentali | Coppe continentali | Altre coppe | Altre coppe | Altre coppe | Totale | Totale |
| Stagione               | Squadra                | Comp                   | Pres       | Reti       | Comp            | Pres            | Reti            | Comp               | Pres               | Reti               | Comp        | Pres        | Reti        | Pres   | Reti   |
| ---------------------- | ---------------------- | ---------------------- | ---------- | ---------- | --------------- | --------------- | --------------- | ------------------ | ------------------ | ------------------ | ----------- | ----------- | ----------- | ------ | ------ |
| 2011-2012              | Utd Sikkim             | IL2D                   | 0          | 0          | -               | -               | -               | -                  | -                  | -                  | -           | -           | -           | 0      | 0      |
| 2012-2013              | Utd Sikkim             | IL                     | 21         | 2          | -               | -               | -               | -                  | -                  | -                  | -           | -           | -           | 21     | 2      |
| Totale United Sikkim   | Totale United Sikkim   | Totale United Sikkim   | 21         | 2          |                 | -               | -               |                    | -                  | -                  |             | -           | -           | 21     | 2      |
| 2013-2014              | Mumbai                 | IL                     | 11         | 0          | -               | -               | -               | -                  | -                  | -                  | -           | -           | -           | 11     | 0      |
| 2014                   | Kerala Blasters        | ISL                    | 14         | 0          | -               | -               | -               | -                  | -                  | -                  | -           | -           | -           | 14     | 0      |
| 2014-2015              | Goa                    | IL                     | 11         | 1          | -               | -               | -               | -                  | -                  | -                  | -           | -           | -           | 11     | 1      |
| 2015                   | Kerala Blasters        | ISL                    | 10         | 0          | -               | -               | -               | -                  | -                  | -                  | -           | -           | -           | 10     | 0      |
| 2015-2016              | DSK Shivajians         | IL                     | 12         | 0          | -               | -               | -               | -                  | -                  | -                  | -           | -           | -           | 12     | 0      |
| 2016                   | Kerala Blasters        | ISL                    | 14+3       | 0          | -               | -               | -               | -                  | -                  | -                  | -           | -           | -           | 14+3   | 0      |
| 2016-2017              | Bengaluru              | IL                     | 11         | 1          | CF              | 5               | 0               | AFC                | 3                  | 1                  | -           | -           | -           | 19     | 2      |
| 2017-2018              | Kerala Blasters        | ISL                    | 17         | 0          | SC              | 1               | 0               | -                  | -                  | -                  | -           | -           | -           | 18     | 0      |
| 2018-2019              | Kerala Blasters        | ISL                    | 17         | 0          | SC              | 1               | 0               | -                  | -                  | -                  | -           | -           | -           | 18     | 0      |
| 2019-2020              | Kerala Blasters        | ISL                    | -          | -          | SC              | -               | -               | -                  | -                  | -                  | -           | -           | -           | 0      | 0      |
| Totale Kerala Blasters | Totale Kerala Blasters | Totale Kerala Blasters | 75         | 0          |                 | 2               | 0               |                    | -                  | -                  |             | -           | -           | 77     | 0      |
| 2020-2021              | ATK Mohun Bagan        | ISL                    | 20+2       | 0          | -               | -               | -               | AFC Cup            | -                  | -                  | -           | -           | -           | 22     | 0      |
| 2021-gen.2022          | Sebenico               | PL                     | 0          | 0          | CC              | 0               | 0               | -                  | -                  | -                  | -           | -           | -           | 0      | 0      |
| gen.-giu.2022          | ATK Mohun Bagan        | ISL                    | 7+2        | 0          | -               | -               | -               | AFC Cup            | 2                  | 0                  | -           | -           | -           | 11     | 0      |
| Totale ATK Mohun Bagan | Totale ATK Mohun Bagan | Totale ATK Mohun Bagan | 31         | 0          |                 | 0               | 0               |                    | 2                  | 0                  |             | -           | -           | 33     | 0      |
| 2022-2023              | Bengaluru              | ISL                    | 17+4       | 0          | SC              | 5               | 0               | -                  | -                  | -                  | DC          | 5           | 0           | 31     | 0      |
| Totale Bengaluru       | Totale Bengaluru       | Totale Bengaluru       | 32         | 1          |                 | 10              | 0               |                    | 3                  | 1                  |             | 5           | 0           | 50     | 2      |
| 2023-2024              | Goa                    | ISL                    | 10         | 1          | SC              | -               | -               | -                  | -                  | -                  | DC          | 5           | 0           | 15     | 1      |
| 2024-2025              | Goa                    | ISL                    | 18+2       | 1          | SC              | 4               | 0               | -                  | -                  | -                  | DC+BT       | -+-         | -+-         | 24     | 1      |
| 2025-2026              | Goa                    | ISL                    | 0          | 0          | SC              | 0               | 0               | AFC2               | 1                  | 0                  | -           | -           | -           | 1      | 0      |
| Totale Goa             | Totale Goa             | Totale Goa             | 30         | 2          |                 | 4               | 0               |                    | 1                  | 0                  |             | 5           | 0           | 40     | 2      |
| Totale carriera        | Totale carriera        | Totale carriera        | 223        | 6          |                 | 16              | 0               |                    | 6                  | 1                  |             | 10          | 0           | 255    | 7      |

### Cronologia presenze e reti in nazionale
| Cronologia completa delle presenze e delle reti in nazionale ― India | Cronologia completa delle presenze e delle reti in nazionale ― India | Cronologia completa delle presenze e delle reti in nazionale ― India | Cronologia completa delle presenze e delle reti in nazionale ― India | Cronologia completa delle presenze e delle reti in nazionale ― India | Cronologia completa delle presenze e delle reti in nazionale ― India | Cronologia completa delle presenze e delle reti in nazionale ― India | Cronologia completa delle presenze e delle reti in nazionale ― India |
| Data                                                                 | Città                                                                | In casa                                                              | Risultato                                                            | Ospiti                                                               | Competizione                                                         | Reti                                                                 | Note                                                                 |
| -------------------------------------------------------------------- | -------------------------------------------------------------------- | -------------------------------------------------------------------- | -------------------------------------------------------------------- | -------------------------------------------------------------------- | -------------------------------------------------------------------- | -------------------------------------------------------------------- | -------------------------------------------------------------------- |
| 24-8-2017                                                            | Mumbai                                                               | India                                                                | 1 – 1                                                                | Saint Kitts e Nevis                                                  | Amichevole                                                           | -                                                                    |                                                                      |
| 5-9-2017                                                             | Taipa                                                                | Macao                                                                | 0 – 2                                                                | India                                                                | Qual. Coppa d'Asia 2019                                              | -                                                                    |                                                                      |
| 11-10-2017                                                           | Bangalore                                                            | India                                                                | 4 – 1                                                                | Macao                                                                | Qual. Coppa d'Asia 2019                                              | -                                                                    |                                                                      |
| 14-11-2017                                                           | Margao                                                               | India                                                                | 2 – 2                                                                | Birmania                                                             | Qual. Coppa d'Asia 2019                                              | -                                                                    |                                                                      |
| 27-3-2018                                                            | Bishkek                                                              | Kirghizistan                                                         | 2 – 1                                                                | India                                                                | Qual. Coppa d'Asia 2019                                              | -                                                                    |                                                                      |
| 1-6-2018                                                             | Mumbai                                                               | India                                                                | 5 – 0                                                                | Taipei cinese                                                        | Intercontinental Cup India                                           | -                                                                    |                                                                      |
| 4-6-2018                                                             | Mumbai                                                               | India                                                                | 3 – 0                                                                | Kenya                                                                | Intercontinental Cup India                                           | -                                                                    | 79’                                                                  |
| 7-6-2018                                                             | Mumbai                                                               | India                                                                | 1 – 2                                                                | Nuova Zelanda                                                        | Intercontinental Cup India                                           | -                                                                    | 74’                                                                  |
| 10-6-2018                                                            | Mumbai                                                               | India                                                                | 2 – 0                                                                | Kenya                                                                | Intercontinental Cup India                                           | -                                                                    |                                                                      |
| 13-10-2018                                                           | Suzhou                                                               | Cina                                                                 | 0 – 0                                                                | India                                                                | Amichevole                                                           | -                                                                    | Cap.                                                                 |
| 27-12-2018                                                           | Abu Dhabi                                                            | Oman                                                                 | 0 – 0                                                                | India                                                                | Amichevole                                                           | -                                                                    |                                                                      |
| 6-1-2019                                                             | Abu Dhabi                                                            | Thailandia                                                           | 1 – 4                                                                | India                                                                | Coppa d'Asia 2019 - 1º turno                                         | -                                                                    |                                                                      |
| 10-1-2019                                                            | Abu Dhabi                                                            | India                                                                | 0 – 2                                                                | Emirati Arabi Uniti                                                  | Coppa d'Asia 2019 - 1º turno                                         | -                                                                    |                                                                      |
| 14-1-2019                                                            | Sharjah                                                              | India                                                                | 0 – 1                                                                | Bahrein                                                              | Coppa d'Asia 2019 - 1º turno                                         | -                                                                    |                                                                      |
| 5-6-2019                                                             | Buriram                                                              | Curaçao                                                              | 3 – 1                                                                | India                                                                | King's Cup 2019 - Semifinale                                         | -                                                                    |                                                                      |
| 8-6-2019                                                             | Buriram                                                              | Thailandia                                                           | 0 – 1                                                                | India                                                                | King's Cup 2019 - Finale terzo e quarto posto                        | -                                                                    | Cap.                                                                 |
| 13-7-2019                                                            | Ahmedabad                                                            | India                                                                | 2 – 5                                                                | Corea del Nord                                                       | Intercontinental Cup 2019 - 1º turno                                 | -                                                                    | 36’ 39’                                                              |
| 5-9-2019                                                             | Guwahati                                                             | India                                                                | 1 – 2                                                                | Oman                                                                 | Qual. Mondiali 2022                                                  | -                                                                    | 67’                                                                  |
| 10-9-2019                                                            | Doha                                                                 | Qatar                                                                | 0 – 0                                                                | India                                                                | Qual. Mondiali 2022                                                  | -                                                                    |                                                                      |
| 25-3-2021                                                            | Dubai                                                                | India                                                                | 1 – 1                                                                | Oman                                                                 | Amichevole                                                           | -                                                                    | cap.                                                                 |
| 3-6-2021                                                             | Doha                                                                 | India                                                                | 0 – 1                                                                | Qatar                                                                | Qual. Mondiali 2022                                                  | -                                                                    |                                                                      |
| 7-6-2021                                                             | Doha                                                                 | Bangladesh                                                           | 0 – 2                                                                | India                                                                | Qual. Mondiali 2022                                                  | -                                                                    |                                                                      |
| 15-6-2021                                                            | Doha                                                                 | India                                                                | 1 – 1                                                                | Afghanistan                                                          | Qual. Mondiali 2022                                                  | -                                                                    |                                                                      |
| 23-3-2022                                                            | Al Muharraq                                                          | Bahrein                                                              | 2 – 1                                                                | India                                                                | Amichevole                                                           | -                                                                    | 6’                                                                   |
| 26-3-2022                                                            | Riffa                                                                | India                                                                | 0 – 3                                                                | Bielorussia                                                          | Amichevole                                                           | -                                                                    |                                                                      |
| 28-5-2022                                                            | Doha                                                                 | India                                                                | 0 – 2                                                                | Giordania                                                            | Amichevole                                                           | -                                                                    | 60’                                                                  |
| 8-6-2022                                                             | Calcutta                                                             | India                                                                | 2 – 0                                                                | Cambogia                                                             | Qual. Coppa d'Asia 2023                                              | -                                                                    | 5’                                                                   |
| 11-6-2022                                                            | Calcutta                                                             | Afghanistan                                                          | 1 – 2                                                                | India                                                                | Qual. Coppa d'Asia 2023                                              | -                                                                    |                                                                      |
| 14-6-2022                                                            | Calcutta                                                             | India                                                                | 4 – 0                                                                | Hong Kong                                                            | Qual. Coppa d'Asia 2023                                              | -                                                                    |                                                                      |
| 27-9-2022                                                            | Ho Chi Minh                                                          | Vietnam                                                              | 3 – 0                                                                | India                                                                | Amichevole                                                           | -                                                                    |                                                                      |
| 28-3-2023                                                            | Imphal                                                               | Kirghizistan                                                         | 0 – 2                                                                | India                                                                | Amichevole                                                           | 1                                                                    |                                                                      |
| 9-6-2023                                                             | Bhubaneswar                                                          | India                                                                | 2 – 0                                                                | Mongolia                                                             | Coppa Intercontinentale 2023 - 1º turno                              | -                                                                    | 90+3’                                                                |
| 12-6-2023                                                            | Bhubaneswar                                                          | India                                                                | 1 – 0                                                                | Vanuatu                                                              | Coppa Intercontinentale 2023 - 1º turno                              | -                                                                    |                                                                      |
| 15-6-2023                                                            | Bhubaneswar                                                          | India                                                                | 0 – 0                                                                | Libano                                                               | Coppa Intercontinentale 2023 - 1º turno                              | -                                                                    | cap. 77’                                                             |
| 18-6-2023                                                            | Bhubaneswar                                                          | India                                                                | 2 – 0                                                                | Libano                                                               | Coppa Intercontinentale 2023 - Finale                                | -                                                                    |                                                                      |
| 21-6-2023                                                            | Bengaluru                                                            | India                                                                | 4 – 0                                                                | Pakistan                                                             | SAFF Championship 2023 - 1º turno                                    | -                                                                    | 45+2’                                                                |
| 27-6-2023                                                            | Bengaluru                                                            | India                                                                | 1 – 1                                                                | Kuwait                                                               | SAFF Championship 2023 - 1º turno                                    | -                                                                    | 14’                                                                  |
| 4-7-2023                                                             | Bengaluru                                                            | Kuwait                                                               | 1 – 1 dts (4-5 dtr)                                                  | India                                                                | SAFF Championship 2023 - Finale                                      | -                                                                    | 28’                                                                  |
| 7-9-2023                                                             | Chiang Mai                                                           | Iraq                                                                 | 2 – 2 dts (5-4 dtr)                                                  | India                                                                | King's Cup 2023 - Semifinale                                         | -                                                                    | 27’                                                                  |
| 10-9-2023                                                            | Chiang Mai                                                           | Libano                                                               | 1 – 0                                                                | India                                                                | King's Cup 2023 - Finale 3º posto                                    | -                                                                    |                                                                      |
| 13-10-2023                                                           | Kuala Lumpur                                                         | Malaysia                                                             | 4 – 2                                                                | India                                                                | Pestabola Merdeka 2023 - Semifinale                                  | -                                                                    |                                                                      |
| 16-11-2023                                                           | Al Kuwait                                                            | Kuwait                                                               | 0 – 1                                                                | India                                                                | Qual. Mondiali 2026                                                  | -                                                                    |                                                                      |
| 21-11-2023                                                           | Bhubaneswar                                                          | India                                                                | 0 – 3                                                                | Qatar                                                                | Qual. Mondiali 2026                                                  | -                                                                    | 16’ 90+4’                                                            |
| 13-1-2024                                                            | Al Rayyan                                                            | Australia                                                            | 2 – 0                                                                | India                                                                | Coppa d'Asia 2023 - 1º turno                                         | -                                                                    |                                                                      |
| 18-1-2024                                                            | Al Rayyan                                                            | India                                                                | 0 – 3                                                                | Uzbekistan                                                           | Coppa d'Asia 2023 - 1º turno                                         | -                                                                    |                                                                      |
| 23-1-2024                                                            | Al Khawr                                                             | Siria                                                                | 1 – 0                                                                | India                                                                | Coppa d'Asia 2023 - 1º turno                                         | -                                                                    | 47’                                                                  |
| 18-11-2024                                                           | Hyderabad                                                            | India                                                                | 1 – 1                                                                | Malaysia                                                             | Amichevole                                                           | -                                                                    | cap.                                                                 |
| 25-3-2025                                                            | Calcutta                                                             | India                                                                | 0 – 0                                                                | Bangladesh                                                           | Qual. Coppa d'Asia 2027                                              | -                                                                    | cap.                                                                 |
| 4-6-2025                                                             | Pathum Thani                                                         | Thailandia                                                           | 2 – 0                                                                | India                                                                | Amichevole                                                           | -                                                                    | cap.                                                                 |
| 10-6-2025                                                            | Hong Kong                                                            | Hong Kong                                                            | 1 – 0                                                                | India                                                                | Qual. Coppa d'Asia 2027                                              | -                                                                    | cap.                                                                 |
| Totale                                                               |                                                                      | Presenze                                                             | 50                                                                   |                                                                      | Reti                                                                 | 1                                                                    |                                                                      |

| Cronologia completa delle presenze e delle reti in nazionale ― India under 23 | Cronologia completa delle presenze e delle reti in nazionale ― India under 23 | Cronologia completa delle presenze e delle reti in nazionale ― India under 23 | Cronologia completa delle presenze e delle reti in nazionale ― India under 23 | Cronologia completa delle presenze e delle reti in nazionale ― India under 23 | Cronologia completa delle presenze e delle reti in nazionale ― India under 23 | Cronologia completa delle presenze e delle reti in nazionale ― India under 23 | Cronologia completa delle presenze e delle reti in nazionale ― India under 23 |
| Data                                                                          | Città                                                                         | In casa                                                                       | Risultato                                                                     | Ospiti                                                                        | Competizione                                                                  | Reti                                                                          | Note                                                                          |
| ----------------------------------------------------------------------------- | ----------------------------------------------------------------------------- | ----------------------------------------------------------------------------- | ----------------------------------------------------------------------------- | ----------------------------------------------------------------------------- | ----------------------------------------------------------------------------- | ----------------------------------------------------------------------------- | ----------------------------------------------------------------------------- |
| 19-9-2023                                                                     | Hangzhou                                                                      | Cina under 23                                                                 | 5 – 1                                                                         | India under 23                                                                | Giochi asiatici 2022 - 1º turno                                               | -                                                                             |                                                                               |
| 21-9-2023                                                                     | Hangzhou                                                                      | India under 23                                                                | 1 – 0                                                                         | Bangladesh under 23                                                           | Giochi asiatici 2022 - 1º turno                                               | -                                                                             |                                                                               |
| 24-9-2023                                                                     | Hangzhou                                                                      | Birmania under 23                                                             | 1 – 1                                                                         | India under 23                                                                | Giochi asiatici 2022 - 1º turno                                               | -                                                                             |                                                                               |
| 28-9-2023                                                                     | Hangzhou                                                                      | India under 23                                                                | 0 – 2                                                                         | Arabia Saudita under 23                                                       | Giochi asiatici 2022 - Ottavi di finale                                       | -                                                                             |                                                                               |
| Totale                                                                        |                                                                               | Presenze                                                                      | 4                                                                             |                                                                               | Reti                                                                          | 0                                                                             |                                                                               |

## Palmarès

### Club
- I-League 2nd Division: 1

United Sikkim: 2012
- Coppa della Federazione: 1

Bengaluru: 2016-2017
- Durand Cup: 1

Bengaluru: 2022
- Bandodkar Trophy: 1

Goa: 2024
- Super Cup: 1

Goa: 2025

### Nazionale
- Coppa Intercontinentale (India): 2

2018, 2023
- SAFF Championship: 1

2023

### Individuale
- Indian Super League Emerging Player of the League: 1 :

Kerala Blasters: 2014